# Rally Bohemia 2013
Rally Bohemia 2013 byla 5. soutěž MMČR 2013. Soutěž měla 18. asfaltových zkoušek, které se konaly 12. – 14. července 2013. Soutěž startovala v pátek v 18:53 městskou zkouškou.

## Úvod
Rally Bohemia 2013 se jela jako jubilejní 40. ročník. Soutěž začala v pátek večer, kdy odstartovala první rychlostní zkouška. V sobotu od ranních hodin pokračovala první etapa, která měla 13 rychlostních zkoušek, které měřily 112,86 km. Závěrečná etapa měla 5 rychlostních zkoušek, které měřily 77,42 km. Soutěž dohromady měla 190,28 km.

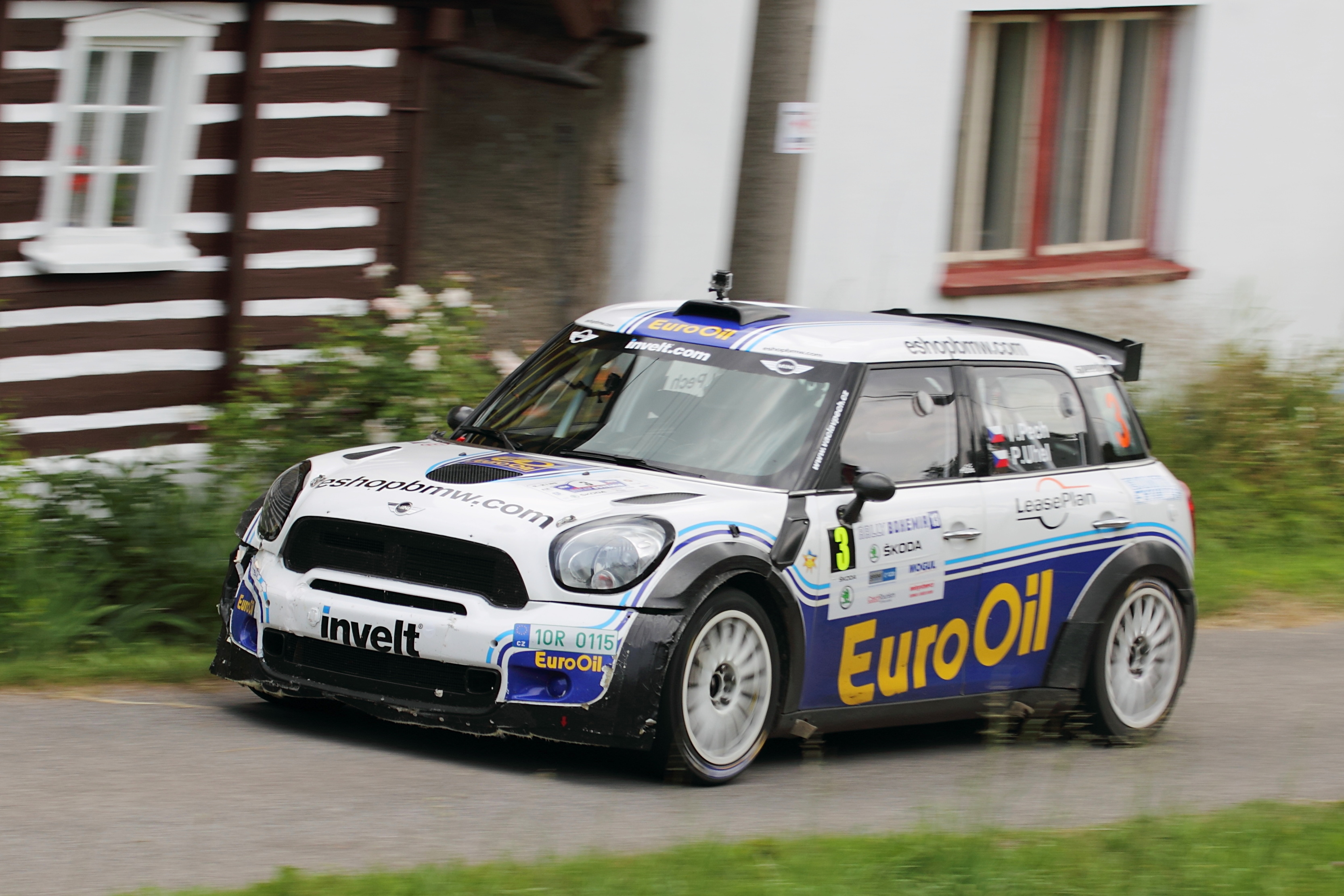
Václav Pech
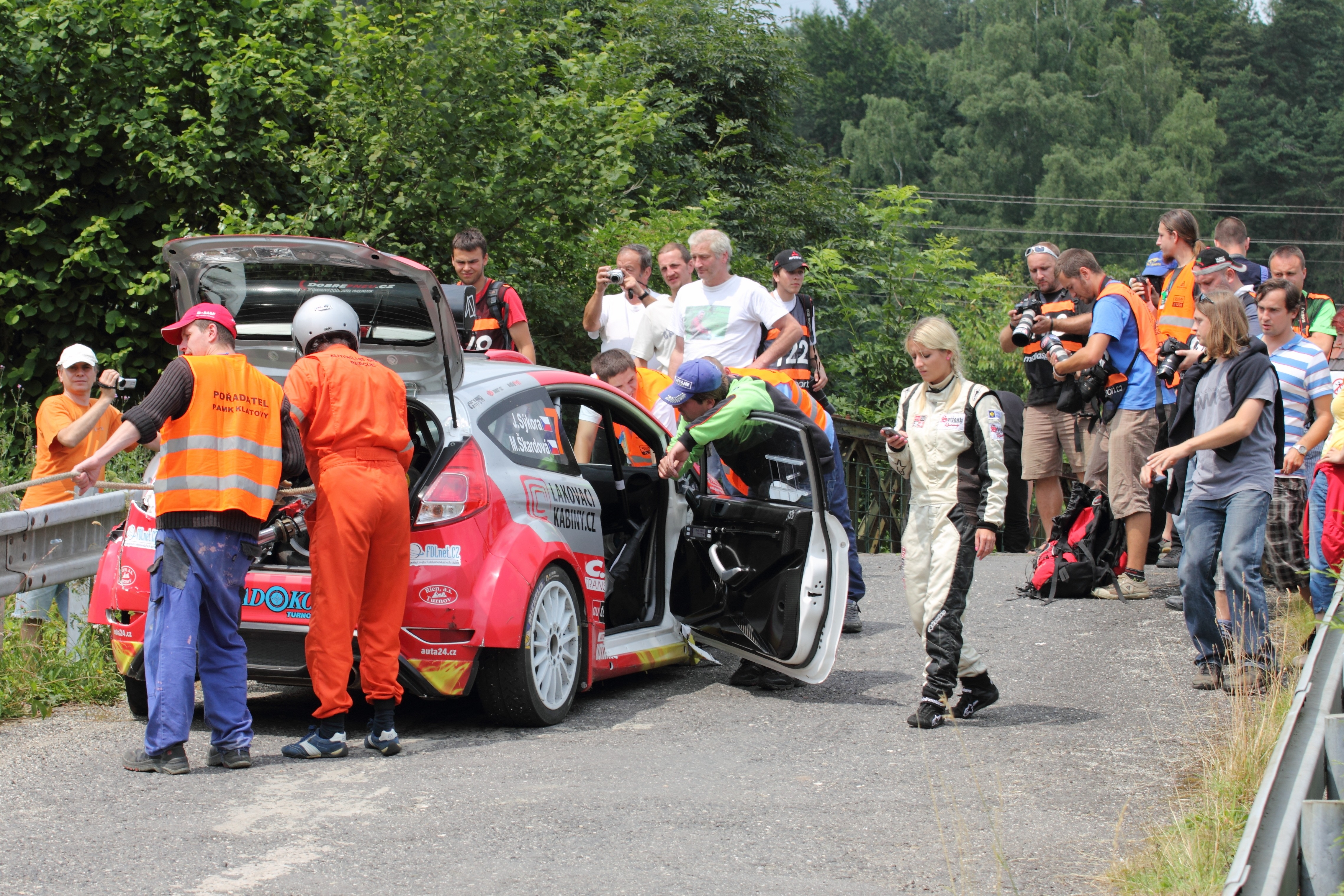
Sýkora/Škardová s Fiestou R5 (průběžně čtvrtí) havarovali na předposlední RZ
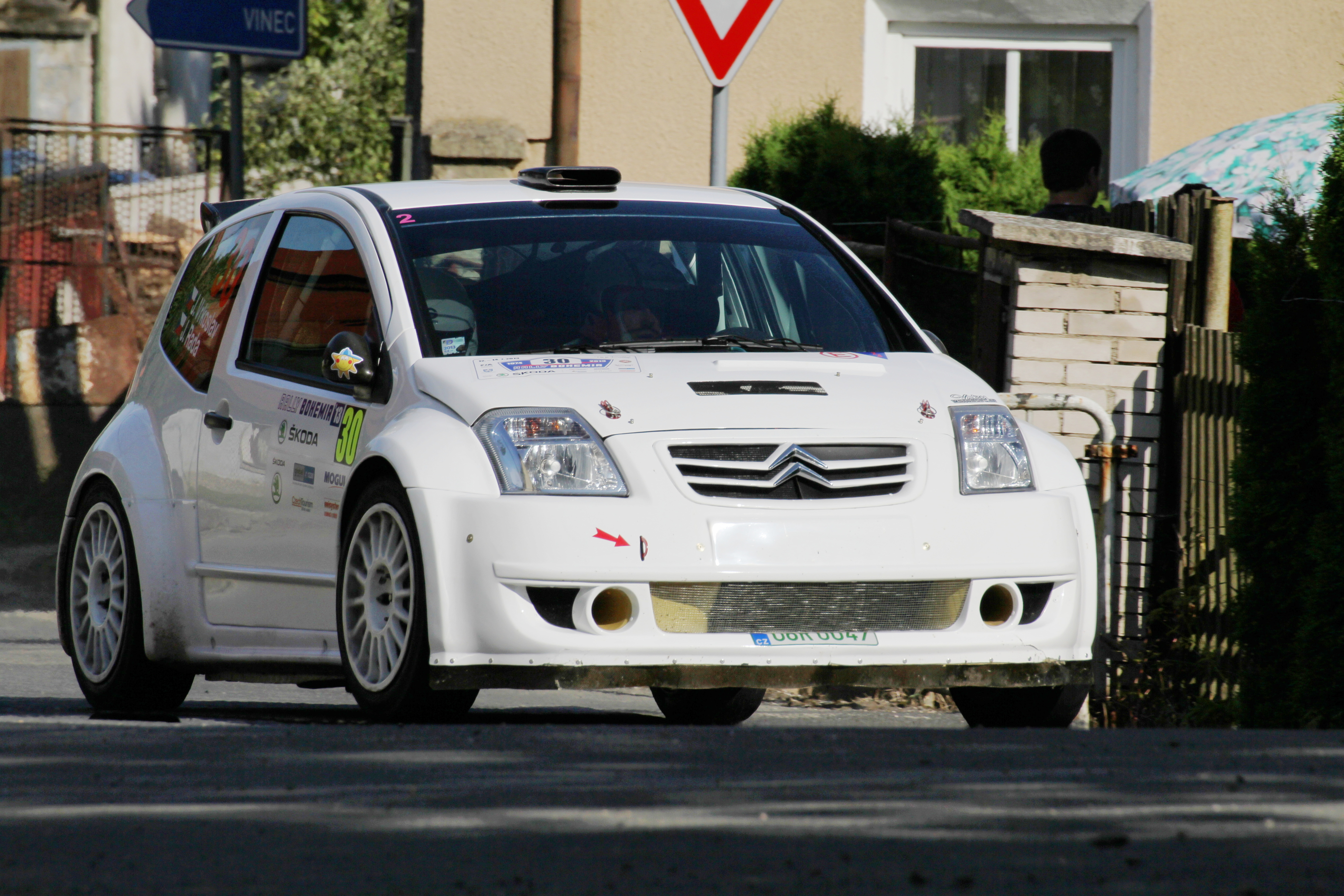
Jiří Vrkoslav a Jiří Rada byli nejrychlejší mezi dvoukolkami
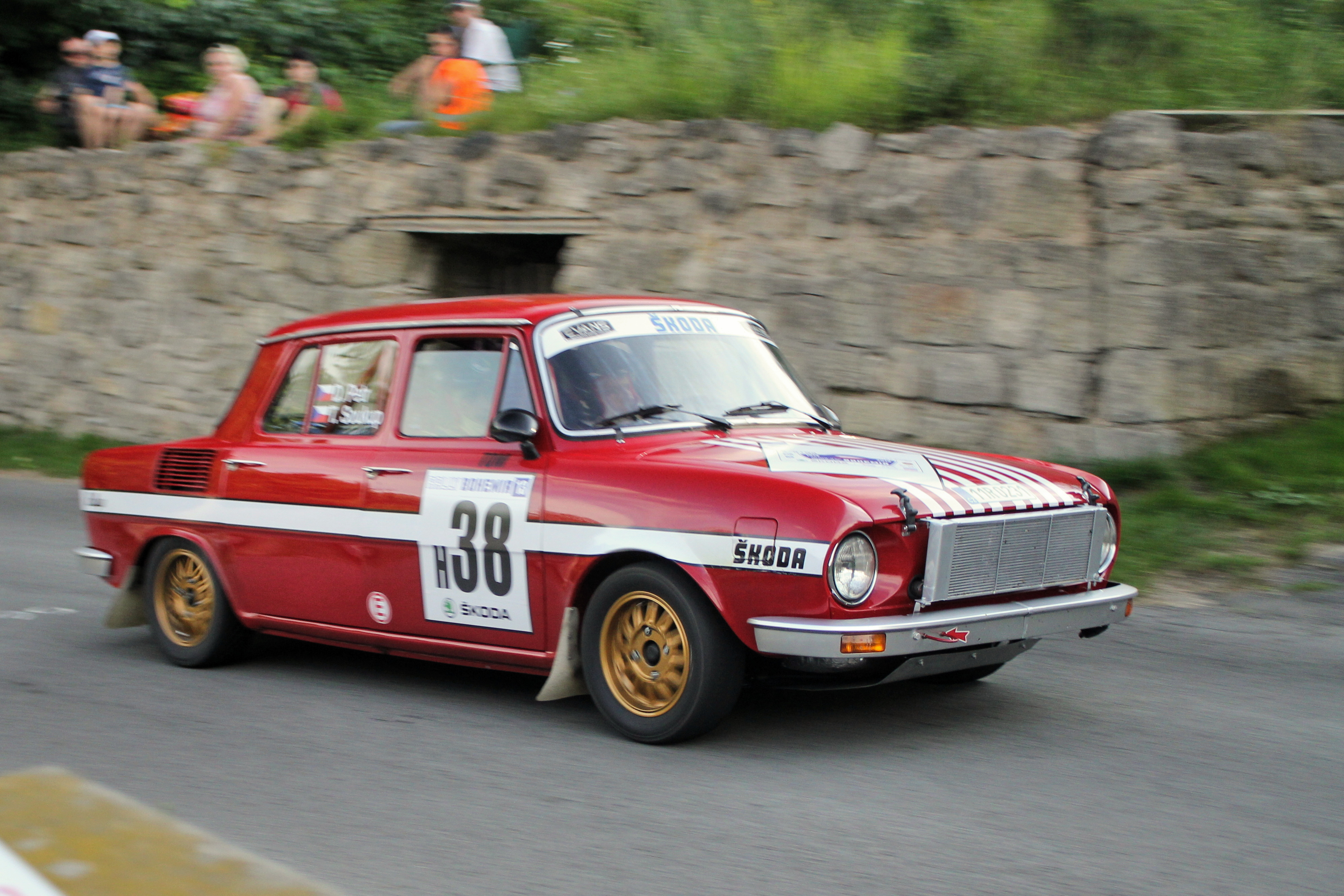
Historické vozy se představily v rámci Rally Bohemia Legend

## Startovní listina
| Top 15 jezdců | Top 15 jezdců                | Top 15 jezdců          | Top 15 jezdců     | Top 15 jezdců            | Top 15 jezdců |
| St. č.        | Tým                          | Jezdec                 | Spolujezdec       | Auto                     | Sk.           |
| ------------- | ---------------------------- | ---------------------- | ----------------- | ------------------------ | ------------- |
| 1             | Škoda Motorsport             | Jan Kopecký            | Pavel Dresler     | Škoda Fabia S2000        | 2             |
| 2             | Peugeot Černý Racing         | Jan Černý              | Pavel Kohout      | Peugeot 208 VTi R2       | 6             |
| 3             | EuroOil Invelt Team          | Václav Pech jr.        | Petr Uhel         | Mini Cooper S2000 1.6T   | 2             |
| 4             | Adell Mogul Racing Team      | Roman Kresta           | Petr Gross        | Škoda Fabia S2000        | 2             |
| 5             | AK Rallysport Brno           | Jaromír Tarabus        | Daniel Trunkát    | Škoda Fabia S2000        | 2             |
| 6             | TRT Czech Rally Team         | Roman Odložilík        | Martin Tureček    | Škoda Fabia S2000        | 2             |
| 7             | Racing Service               | Jan Sýkora             | Martina Škardová  | Ford Fiesta R5           | 2             |
| 8             | Simon Vallentin Hansen       | Simon Vallentin Hansen | Thomas Henriksen  | Peugeot 206 S1600        | 5             |
| 9             | Elwis Chentre                | Elwis Chentre          | Igor D'Herin      | Škoda Fabia R2           | 6             |
| 10            | Sparrow Racing Team          | Jan Jelínek            | Petr Machů        | Škoda Fabia S2000        | 2             |
| 11            | Subaru Czech Duck Racing     | Vojtěch Štajf          | František Rajnoha | Subaru Impreza STi       | 3             |
| 12            | Václav Mulač                 | Věroslav Cvrček jr.    | Ondřej Šálek      | Škoda Fabia S2000        | 2             |
| 14            | SAS Zlín                     | Radek Mifka            | Tomáš Plachý      | Mitsubishi Lancer Evo IX | 3             |
| 15            | Peugeot Sport Dealer Team DK | Esben Hegelund         | Karsten Isaksen   | Peugeot 207 S2000        | 2             |
| 16            | Styllex Motorsport s.r.o.    | Martin Koči            | Lukáš Kostka      | Škoda Fabia S2000        | 2             |

## Výsledky

### Celkové výsledky
| Poz. | Jezdec              | Spolujezdec       | Auto               | Čas       | Rozdíl  |
| ---- | ------------------- | ----------------- | ------------------ | --------- | ------- |
| 1.   | Jan Kopecký         | Pavel Dresler     | Škoda Fabia S2000  | 1:54:41,5 |         |
| 2.   | Václav Pech jr.     | Petr Uhel         | Mini Cooper RRC    | 1:55:07,8 | +26,3   |
| 3.   | Roman Kresta        | Petr Gross        | Škoda Fabia S2000  | 1:55:17,2 | +35,7   |
| 4.   | Jaromír Tarabus     | Daniel Trunkát    | Škoda Fabia S2000  | 1:56:12,3 | +1:30,8 |
| 5.   | Martin Koči         | Lukáš Kostka      | Škoda Fabia S2000  | 1:57:08,7 | +2:27,2 |
| 6.   | Roman Odložilík     | Martin Tureček    | Škoda Fabia S2000  | 1:57:21,9 | +2:40,4 |
| 7.   | Věroslav Cvrček jr. | Ondřej Šálek      | Škoda Fabia S2000  | 1:59:06,3 | +4:24,8 |
| 8.   | Vojtěch Štajf       | František Rajnoha | Subaru Impreza STi | 2:00:45,1 | +6:03,6 |
| 9.   | Jiří Vrkoslav       | Jiří Rada         | Citroën C2 S1600   | 2:03:18,3 | +8:36,8 |
| 10.  | Egon Smékal         | Monika Hýbnerová  | Citroën DS3 R3T    | 2:03:25,6 | +8:44,1 |

### Rychlostní zkoušky
| Den                         | Zkouška   | Čas   | Jméno                  | Délka    | Vítěz                       | Čas     | Avg. spd.  | Vedoucí Rally              |
| --------------------------- | --------- | ----- | ---------------------- | -------- | --------------------------- | ------- | ---------- | -------------------------- |
| Shakedown (12. července)    | Shakedown | 10:00 | Shakedown              | 1,60 km  | Jan Kopecký Pavel Dresler   | 1:13,6  | -          | Nezapočítává se do soutěže |
| 1. etapa (12.–13. července) | RZ1       | 18:53 | Staroměstská 1         | 4,94 km  | Václav Pech jr. Petr Uhel   | 3:19,8  | 89,0 km/h  | Václav Pech jr. Petr Uhel  |
| 1. etapa (12.–13. července) | RZ2       | 8:55  | Bzí 1                  | 5,78 km  | Jan Sýkora Martina Škardová | 3:46,5  | 91,9 km/h  | Václav Pech jr. Petr Uhel  |
| 1. etapa (12.–13. července) | RZ3       | 9:27  | Jan Borna 1            | 16,51 km | Jan Kopecký Pavel Dresler   | 10:13,6 | 96,9 km/h  | Jan Kopecký Pavel Dresler  |
| 1. etapa (12.–13. července) | RZ4       | 10:00 | Navarov 1              | 6,76 km  | Roman Kresta Petr Gross     | 4:30,4  | 90,0 km/h  | Jan Kopecký Pavel Dresler  |
| 1. etapa (12.–13. července) | RZ5       | 10:19 | Střevelná 1            | 8,25 km  | Jan Kopecký Pavel Dresler   | 4:29,8  | 110,1 km/h | Jan Kopecký Pavel Dresler  |
| 1. etapa (12.–13. července) | RZ6       | 10:45 | Chloudov 1             | 7,49 km  | Jan Kopecký Pavel Dresler   | 4:59,3  | 90,1 km/h  | Jan Kopecký Pavel Dresler  |
| 1. etapa (12.–13. července) | RZ7       | 13:05 | Bzí 2                  | 5,78 km  | Jan Kopecký Pavel Dresler   | 3:40,5  | 94,4 km/h  | Jan Kopecký Pavel Dresler  |
| 1. etapa (12.–13. července) | RZ8       | 13:37 | Jan Borna 2            | 16,51 km | Jan Kopecký Pavel Dresler   | 10:05,5 | 98,2 km/h  | Jan Kopecký Pavel Dresler  |
| 1. etapa (12.–13. července) | RZ9       | 14:10 | Navarov 2              | 6,76 km  | Roman Kresta Petr Gross     | 2:24,2  | 92,1 km/h  | Jan Kopecký Pavel Dresler  |
| 1. etapa (12.–13. července) | RZ10      | 14:29 | Střevelná 2            | 8,25 km  | Jan Kopecký Pavel Dresler   | 4:24,9  | 112,1 km/h | Jan Kopecký Pavel Dresler  |
| 1. etapa (12.–13. července) | RZ11      | 14:55 | Chloudov 2             | 7,49 km  | Václav Pech jr. Petr Uhel   | 4:56,6  | 90,9 km/h  | Jan Kopecký Pavel Dresler  |
| 1. etapa (12.–13. července) | RZ12      | 16:53 | Vinec                  | 16,53 km | Václav Pech jr. Petr Uhel   | 9:04,8  | 109,2 km/h | Jan Kopecký Pavel Dresler  |
| 1. etapa (12.–13. července) | RZ13      | 18:00 | Parallel Autodrom Show | 1,81 km  | Václav Pech jr. Petr Uhel   | 1:38,0  | 66,5 km/h  | Jan Kopecký Pavel Dresler  |
| 2. etapa (14. července)     | RZ14      | 9:08  | Pohoř 1                | 8,48 km  | Jan Kopecký Pavel Dresler   | 4:53,6  | 104,0 km/h | Jan Kopecký Pavel Dresler  |
| 2. etapa (14. července)     | RZ15      | 9:39  | Sychrov 1              | 27,76 km | Jan Kopecký Pavel Dresler   | 16:06,2 | 103,4 km/h | Jan Kopecký Pavel Dresler  |
| 2. etapa (14. července)     | RZ16      | 12:14 | Pohoř 2                | 8,48 km  | Jan Kopecký Pavel Dresler   | 4:50,2  | 105,2 km/h | Jan Kopecký Pavel Dresler  |
| 2. etapa (14. července)     | RZ17      | 12:45 | Sychrov 2              | 27,76 km | Jan Kopecký Pavel Dresler   | 15:52,0 | 105,0 km/h | Jan Kopecký Pavel Dresler  |
| 2. etapa (14. července)     | RZ18      | 15:00 | Staroměstská 2         | 4,94 km  | Václav Pech jr. Petr Uhel   | 3:17,1  | 90,2 km/h  | Jan Kopecký Pavel Dresler  |